# 低地
低地（ていち）は、主に周囲と比べて低い土地、海抜の低い土地のことである。単に低い土地のことも表す。低地の対義語は高地である。

## 概要
国土調査法の関連規定である「地形調査作業規程準則」の別表第二では扇状地、谷底低地、氾濫原低地、三角州、自然堤防、旧河道、干潟、河原、磯、浜が、治水地形分類図では、山麓堆積地形、扇状地、微高地（自然堤防）、旧河道、落堀、氾濫平野、後背湿地、砂州・砂丘が、低地の下位となる地形に分類されている。
しかし、平地と同じく厳密な定義があるわけではなく、盆地を含めた高度200m以下の土地を表す場合、河川沿いの大規模な低い土地を表す場合、平地や台地に対する用語として用いられる場合があり、文脈によって意味合いが変わることに注意が必要である。

## 主な低地
日本
- 石狩川低地（石狩平野）
- 十勝川低地（十勝平野）
- 加須低地
- 荒川低地
- 中川低地（中川低地の河畔砂丘群も参照）
- 妻沼低地
- 江戸川低地
- 東京低地
- 多摩川低地
- 相模川低地
- 酒匂川低地（足柄平野）
- 富山低地
- 精進川低地
- 本庄低地

など
ヨーロッパ
- カスピ海沿岸低地（トゥラン低地）
- ベネルクス（オランダ、ベルギー、ルクセンブルク） - 歴史的に低地地方、低地諸国と呼ばれる。
- 中央低地 (スコットランド)、ローランド地方 - スコットランド中部地方。ローランドは英語で「低地」の意味。

アフリカ
- エチオピア～エリトリア・ダナキル低地（英語版） - 世界一の酷暑の地と言われる[4]。
- カッターラ低地
- ボデレ低地

アジア
- ランカラン低地
- 西シベリア低地
- トルファン - ウイグル語で「低地」を意味する[5]。

オーストラリア
- オーストラリア中央低地[6]

アメリカ
- マヤ低地
- アマゾン川流域